# El Meco
El Meco, originalmente llamado Beel'maan, es un yacimiento arqueológico de la  cultura maya precolombina, localizado en la costa del mar Caribe al norte del estado de Quintana Roo en el sureste de México, a ocho kilómetros al norte del centro de Cancún. El Meco fue una ciudad e importante puerto de comercio marítimo maya en la Costa Oriental de Quintana Roo, su nombre original fue Beel'maan que significa "canal de comercio", indicando su gran actividad mercantil. Inicialmente, El Meco fue fundado como un asentamiento de pescadores hasta su posterior apogeo durante los años 1200 al 1500 del periodo posclásico de la civilización maya, culminando con la llegada de los conquistadores españoles a las costas de la península de Yucatán y su encuentro con los habitantes de El Meco. El sitio está conformado por varias estructuras ceremoniales, altares y adoratorios distribuidos en plazas, siendo el edificio principal, un templo piramidal conocido como "El Castillo", considerado como el edificio más alto de la Costa Oriental de Quintana Roo y cuyo frente se encuentra viendo hacia el mar, lo que le dio un gran significado ceremonial y convirtió a esta pirámide en un punto de peregrinaje en la región.

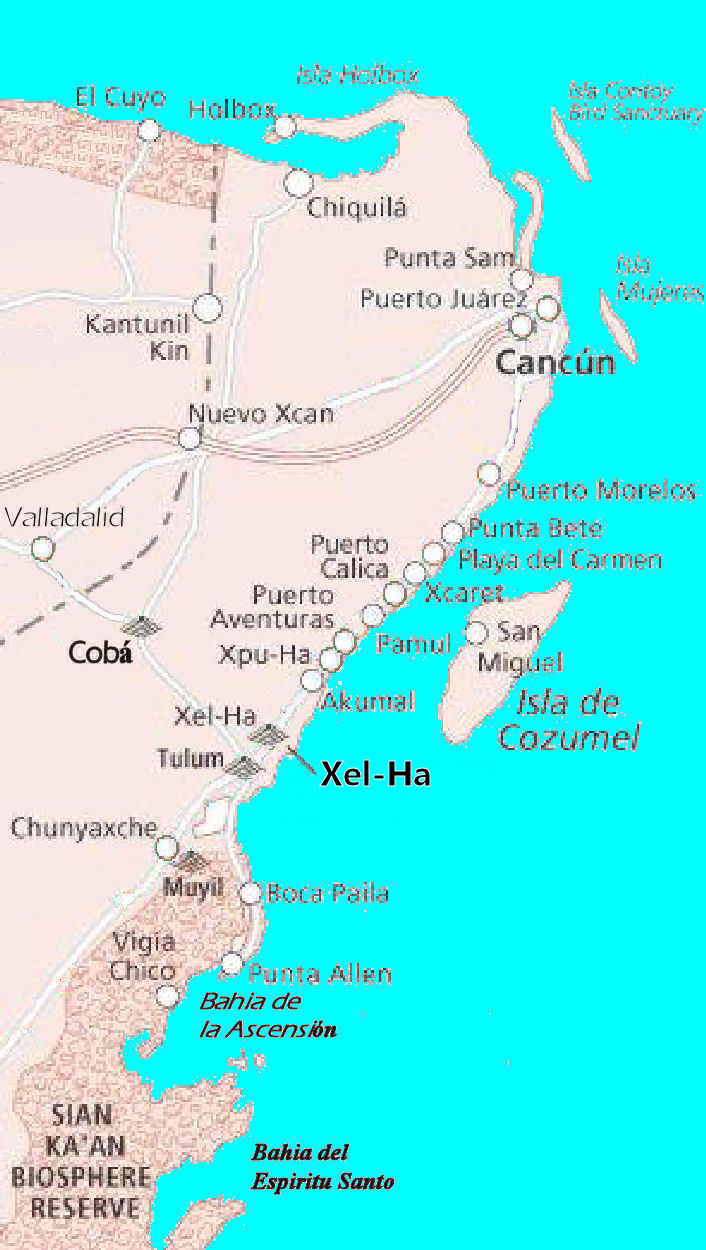
La costa mexicana del mar Caribe: El Meco (no mostrado) se encuentra 8 kilómetros noreste de Cancún entre Puerto Juárez y Punta Sam.

## Geografía
El sitio arqueológico de El Meco está localizado en la costa mexicana del mar Caribe, en el municipio de Isla Mujeres, en el kilómetro 2,7 de la carretera Puerto Juárez - Punta Sam. No se conoce el nombre original en lengua maya. El nombre de El Meco fue puesto probablemente por el propietario de una vieja plantación de coco que existía donde las ruinas se encuentran.
El lugar era de importancia para la navegación de los mayas. Era una marca para la navegación costera y para el interior de la laguna adyacente. Además, debido a su estratégica ubicación frente a Isla Mujeres, lo más probable es que El Meco haya sido el puerto de conexión con la isla.

## Historia
El comienzo de la habitación del sitio tuvo lugar probablemente en el periodo clásico temprano (250–600 a. C.), según puede concluirse por los vestigios encontrados debajo de la estructura 2.
El primer asentamiento fue probablemente un pequeño pueblo de pescadores, quizás bajo la influencia de la ciudad de Cobá. En el año 600 d.  C. se abandonó y permaneció desierto hasta 1000 o 1100 d. C. Después de la re-colonización en el periodo posclásico (900-1500 d. C.) es más probable que hubiera una estrecha relación con Chichén Itzá, y más tarde con Mayapán.
Desde 1200 d.  C. el comercio de la costa se desarrolló al mismo tiempo que se perdió relación con las principales ciudades del interior de la península de Yucatán. El Meco se benefició de su situación estratégica como punto de control del comercio con Isla Mujeres. Esto le permitió desarrollarse tanto económica como políticamente.
Dentro de la red comercial costera El Meco fue uno de los puertos más activos en la costa del Caribe. Otros puertos importantes en el sur fueron Xcaret, Xel Ha, Tulum, Tankah (localizado a cuatro kilómetros de Tulum) y Muyil. Además de su posición como un centro comercial, también se desarrolló como un  centro religioso. Después de la llegada de los españoles en el siglo XVI, el sitio fue abandonado por los mayas. 
El Meco está asociado con el lugar denominado Bel'ma' por Francisco de Montejo. Este es un lugar que se mencionó como el sitio de uno de los asentamientos españoles a lo largo de las primeras exploraciones de la península. No está claro, sin embargo, que se trate del mismo lugar, por lo que es necesario continuar con las investigaciones arqueológicas.

## Arqueología
Durante las excavaciones arqueológicas se encontraron catorce estructuras con un templo principal. Los edificios son parte del área religiosa de El Meco. Se encuentran en su mayoría en buen estado.  

### El Castillo
El edificio principal de El Meco es El Castillo (o Estructura 1), una pirámide de cinco niveles con una altura de 12.5 metros y un templo en la cima, es también el mayor edificio maya de la región de la Costa Oriental de Quintana Roo en cuanto a altura. Las escaleras de la pirámide rematan con esculturas de cabezas de serpiente de forma parecida a las del Templo de Kukulcán en Chichén Itzá. El Castillo está edificado viendo hacia la costa del mar siendo el único edificio piramidal maya en su tipo alineado hacia el océano, la función de esta orientación fue la observación del atardecer.

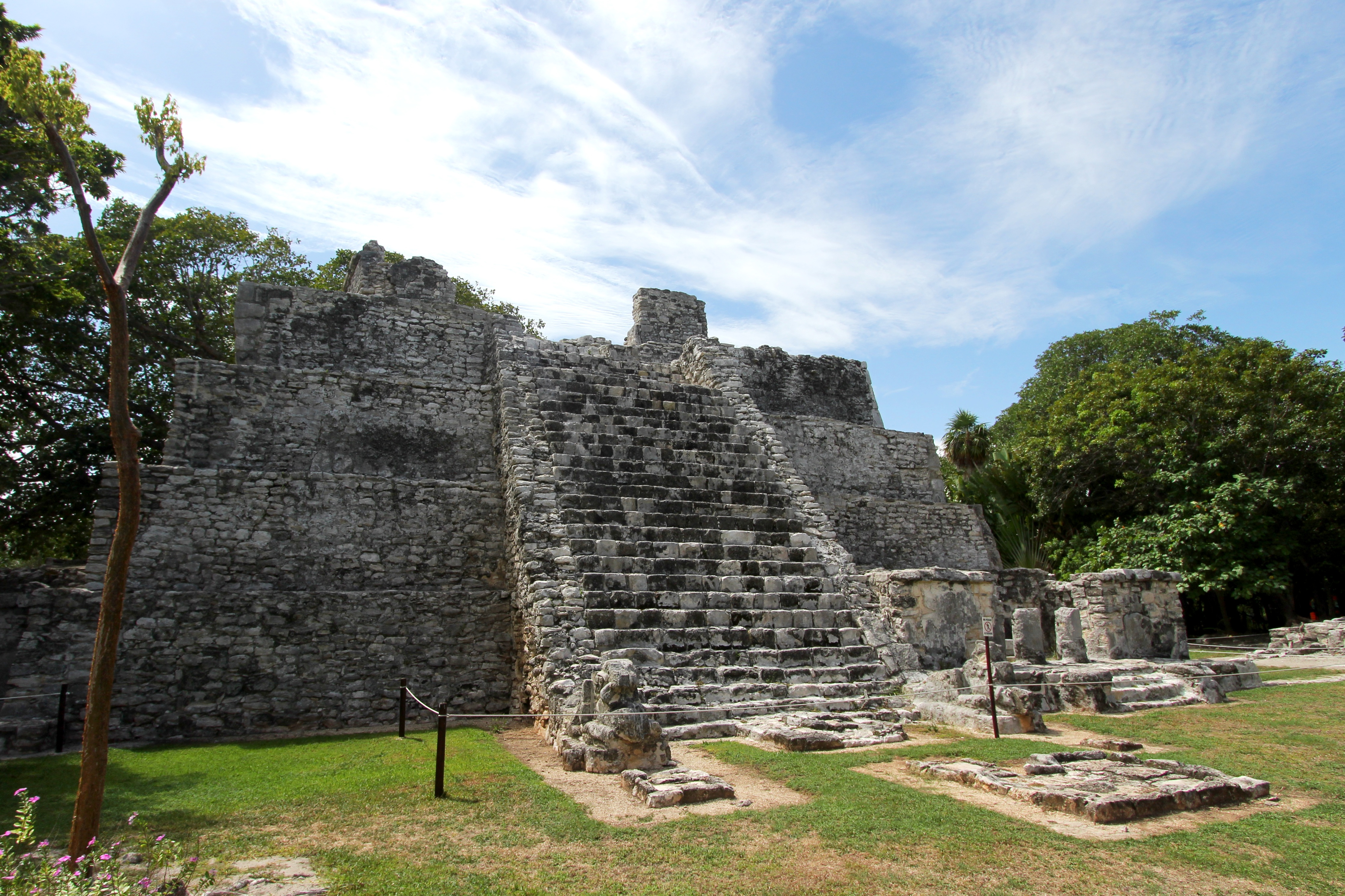
El Castillo de El Meco

En la excavación se encontró un montón de basura histórica debajo de la estructura 2 con fragmentos de cerámica de 400–600 d. C. Los restos de la instalación portuaria en el otro lado de la carretera no han sido excavados sistemáticamente.